# Mörk klippsvala
Mörk klippsvala (Ptyonoprogne concolor) är en asiatisk fågel i familjen svalor inom ordningen tättingar.

## Utseende
Mörk klippsvala är en 13–14 cm lång och som namnet avslöjar i stort sett en mörkare version av klippsvalan. Fjäderdräkten är mestadels mörkt sotbrun (ibland svartaktig), med ljusare undersida. Likt övriga arter klippsvalor har den vita "fönster" på den tvärt avskurna stjärten.

## Utbredning och systematik
Mörk klippsvala har en tudelad utbredning, dels på Indiska halvön, dels i Sydostasien. Den delas upp i två underarter:
- Ptyonoprogne concolor concolor – förberg i Himalaya (nordvästra Indien till västra Bengalen)
- Ptyonoprogne concolor sintaungensis – sydvästra Kina (södra Yunnan) till östra Myanmar, norra Thailand och Indokina

## Status och hot
Arten har ett stort utbredningsområde och en stor population, och tros öka i antal. Utifrån dessa kriterier kategoriserar IUCN arten som livskraftig (LC). Världspopulationen har inte uppskattats men den beskrivs som lokalt vanlig i Indien men ovanlig i södra Kina.